# Michael Ross
Michael Bruce Ross (ur. 26 lipca 1959 w Putnam, zm. 13 maja 2005 w Somers) – amerykański seryjny morderca i gwałciciel zwany Przydrożnym dusicielem. W latach 1981–1984 zamordował w okolicach miasta Griswold w stanie Connecticut osiem młodych kobiet.

## Zbrodnie
Pierwszej zbrodni Ross dokonał 12 maja 1981 roku. Zgwałcił i zamordował wtedy studentkę. Najczęściej ofiarami Rossa były młode autostopowiczki. Gdy te wsiadały do jego samochodu, wywoził je w odludne miejsce, gwałcił i mordował.
Według psychologów, Ross zabijał, by rozładować swoją złość na osobie obcej – kimś, kogo nie znał. Podczas dokonywania zbrodni jednocześnie spełniał swoje fantazje seksualne. Pierwszą z jego fantazji było to, że porywa kobiety i przetrzymuje je w odludnym miejscu; drugą, że dusi kobiety, gdy te błagają go o darowanie im życia. Psychologowie stwierdzili też, że Ross nigdy nie byłby w stanie zabić osoby mu bliskiej.

## Lista ofiar
| Lp. | Ofiara             | Wiek | Data              |
| --- | ------------------ | ---- | ----------------- |
| 1.  | Dzung Ngoc Tu      | 25   | 12 maja 1981      |
| 2.  | Tammy Williams     | 17   | 5 stycznia 1982   |
| 3.  | Paula Perrera      | 16   | 20 marca 1982     |
| 4.  | Debra Smith-Taylor | 23   | 15 czerwca 1982   |
| 5.  | Robin Stavinsky    | 19   | 11 listopada 1983 |
| 6.  | April Brunias      | 14   | 22 kwietnia 1984  |
| 7.  | Leslie Shelley     | 14   | 22 kwietnia 1984  |
| 8.  | Wendy Baribeault   | 17   | 13 czerwca 1984   |

## Proces i egzekucja
W czasie rozprawy Ross przyznał się do wszystkich zabójstw, jednocześnie stwierdził, że gdyby nie został aresztowany, zabijałby dalej, do czasu, kiedy ktoś by go powstrzymał. Sąd skazał Rossa na karę śmierci przez uśpienie zastrzykiem z trucizną. Wyrok wykonano w więzieniu stanowym w Connecticut 13 maja 2005 roku.